# Rene Zahkna
René Zahkna (* 2. října 1994 Võru) je estonský biatlonista. Získal dvě medaile na ME 2015 a dvě medaile na ME 2014, dvě medaile na MS juniorů 2013 a dvě medaile na Zimních olympijských hrách mládeže 2012 . Debutoval ve Světovém poháru v biatlonu 13. března 2014 ve finském Kontiolahti, kde skončil 68. Své první body ve Světovém poháru získal 13. ledna 2016 v německém Ruhpoldingu na 34. místě.
Reprezentoval Estonsko na Zimních olympijských hrách 2018 a 2022.
Jeho otcem je bývalý biatlonista Hillar Zahkna.

## Výsledky

### Olympijské hry a mistrovství světa
| Sezóna  | Akce | Místo                | SP  | SZ  | HZ | IZ  | ŠT  | SŠT | SZD | Věk    |
| ------- | ---- | -------------------- | --- | --- | -- | --- | --- | --- | --- | ------ |
| 2014/15 | MS   | Kontiolahti          | —   | —   | —  | —   | 15. | —   | ×   | 20 let |
| 2015/16 | MS   | Oslo                 | —   | —   | —  | 81. | 14. | 21  | ×   | 21 let |
| 2016/17 | MS   | Hochfilzen           | —   | —   | —  | 45. | 21. | 21  | ×   | 22 let |
| 2017/18 | ZOH  | Pchjongčchang        | 75. | –   | –  | 65. | 13. | –   | ×   | 23 let |
| 2018/19 | MS   | Östersund            | 68. | –   | –  | –   | 14. | 14. | 11. | 24 let |
| 2019/20 | MS   | Anterselva           | 59. | 49. | –  | 35. | 21. | 15. | 12. | 25 let |
| 2020/21 | MS   | Pokljuka             | 42. | 39. | –  | 32. | 21. | 19. | 10. | 26 let |
| 2021/22 | ZOH  | Peking               | 50. | 50. | –  | 68. | 15. | 16. | ×   | 27 let |
| 2022/23 | MS   | Oberhof              | 58. | DNS | –  | 90. | 15. | 15. | 9.  | 28 let |
| 2023/24 | MS   | Nové Město na Moravě | 36. | 40. | –  | 40. | 17. | 12. | 11. | 29 let |
| 2024/25 | MS   | Lenzerheide          | 69. | —   | –  | 46. | 11. | 13. | –   | 30 let |

Poznámka: Výsledky z olympijských her se do hodnocení světového poháru nezapočítávají, výsledky z mistrovství světa se dříve započítávaly, od mistrovství světa v roce 2023 se nezapočítávají.

### Světový pohár
Konečné výsledky:
| Sezóna  | Celkově        | Celkově        | Individuální   | Individuální   | Sprint         | Sprint         | Stíhačka       | Stíhačka       | Hromadný start | Hromadný start |
| Sezóna  | Body           | Pozice         | Body           | Pozice         | Body           | Pozice         | Body           | Pozice         | Body           | Pozice         |
| ------- | -------------- | -------------- | -------------- | -------------- | -------------- | -------------- | -------------- | -------------- | -------------- | -------------- |
| 2015-16 | 8              | 97             | 7              | 58             | —              | —              | 1              | 79             | —              | —              |
| 2016-17 | Neklasifikován | Neklasifikován | Neklasifikován | Neklasifikován | Neklasifikován | Neklasifikován | Neklasifikován | Neklasifikován | Neklasifikován | Neklasifikován |
| 2017-18 | 7              | 90             | —              | —              | 7              | 80             | —              | —              | —              | —              |
| 2018-19 | 17             | 84             | —              | —              | 3              | 85             | 14             | 63             | —              | —              |
| 2019-20 | 6              | 89             | 6              | 59             | —              | —              | —              | —              | —              | —              |
| 2020-21 | 12             | 85             | 11             | 52             | —              | —              | 1              | 78             | —              | —              |
| 2021-22 |                | 77             | –              | –              |                | 65             | —              | —              | —              | —              |

#### Týmová pódia
- 1 pódium

| Ne. | Sezóna  | datum          | Umístění | Závod                  | Místo | tým          |
| --- | ------- | -------------- | -------- | ---------------------- | ----- | ------------ |
| 1   | 2019–20 | 25. ledna 2020 | Pokljuka | Smíšená štafeta dvojic | 2     | Zahkna / Oja |

### Zimní olympiády mládeže
| Událost           | Sprint | Stíhačka | Štafeta | Smíšená štafeta |
| ----------------- | ------ | -------- | ------- | --------------- |
| 2012 v Innsbrucku | 2.     | 2.       | 8.      | 8.              |

### Mistrovství světa juniorů/mládež
| Událost           | Individuální | Sprint | Stíhačka | Štafeta |
| ----------------- | ------------ | ------ | -------- | ------- |
| 2012 Kontiolahti  | 65.          | 23.    | 18.      | 18.     |
| 2013 Obertilliach | 5.           | 3.     | 2.       | 10      |
| 2014 Presque Isle | 24.          | 24.    | 15.      | -       |
| 2015 v Minsku     | 19.          | 14.    | 21.      | 11.     |

### Mistrovství Evropy
| Sezóna  | A  | Místo      | IZ  | SP  | SZ  | ŠT | SŠT |
| ------- | -- | ---------- | --- | --- | --- | -- | --- |
| 2012/13 | ME | Bansko     | 28. | 21. | 14. | –  | 8.  |
| 2013/14 | ME | Nové Město | 1.  | 17. | 14. | 3. | –   |
| 2014/15 | ME | Otepää     | 2.  | 5.  | 2.  | 5. | –   |